# Cajun-Musik

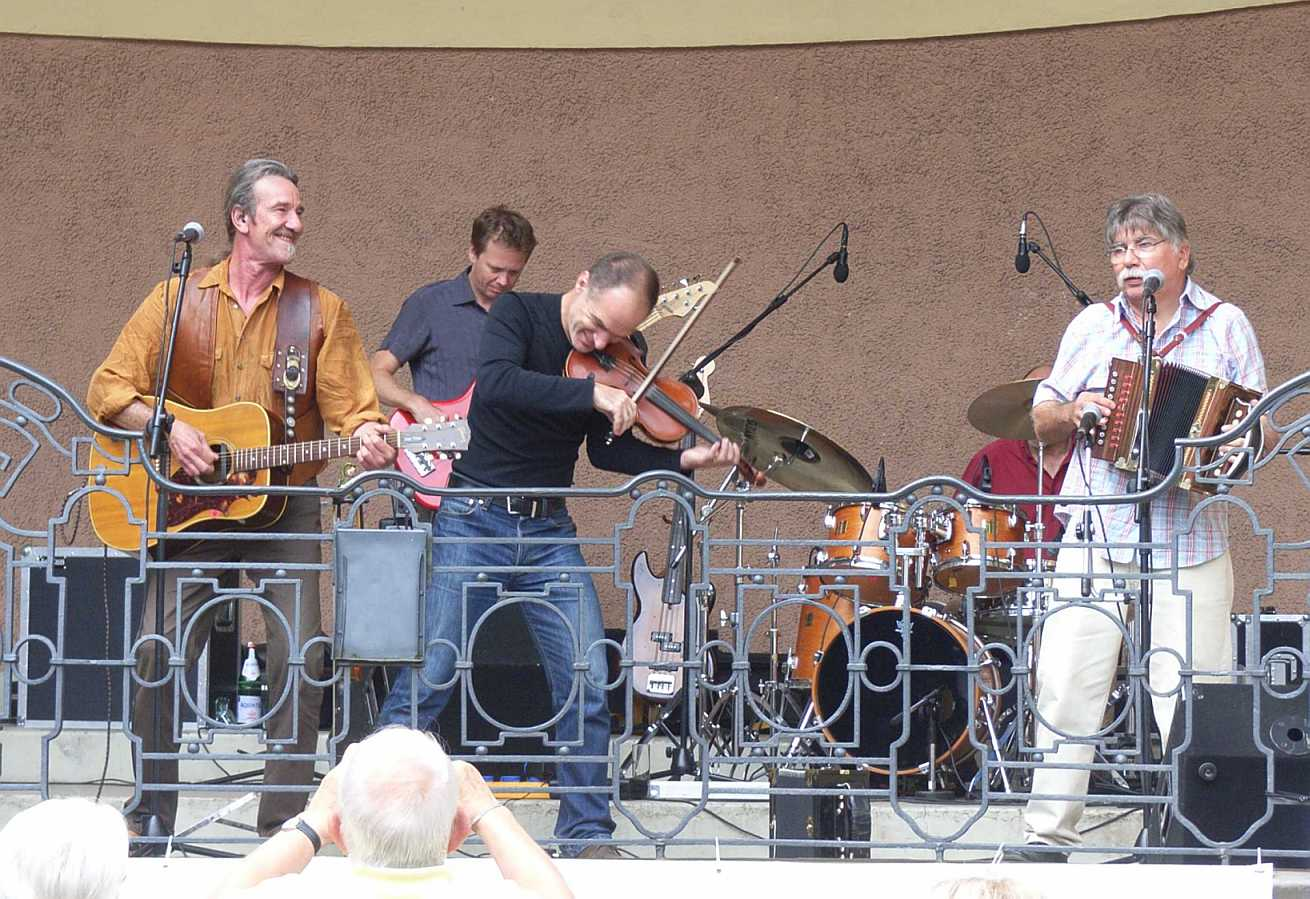
Die Bonner Cajun-Musik-Band Le Clou, 2007

Cajun-Musik [ˈkeidʒn̩] (Anhörenⓘ) ist die jahrhundertealte traditionelle Musik der frankophonen, Cajuns genannten Einwanderer, die im Cajun Country im US-Bundesstaat Louisiana leben.

## Geschichte
Nachdem der britisch-französische Krieg Mitte des 18. Jahrhunderts zugunsten der Briten geendet hatte, wurden viele französische Siedler von den Siegern aus der ostkanadischen Region Akadien brutal vertrieben. Viele Akadier flohen nach langen Odysseen nach Louisiana. Dieses war damals gerade aus französischem Besitz zu Spanien gekommen, hatte aber den französischen Gouverneur behalten. Nach einem kurzen französischen Intermezzo verkaufte Napoléon Bonaparte Louisiana im Zuge des Louisiana Purchase 1803 an die USA. Die Vertriebenen brachten ihre angestammte französische Kultur mit, darunter ihre Sprache, die sich in Louisiana zum Cajun French entwickelte, sowie ihre Musik, die heute Cajun-Musik heißt.
Die Musik der Akadier wurde über viele Generationen überliefert, es gibt bis heute keine geschriebenen Noten. Früher wurden die Lieder nur auf Fiddles gespielt, begleitet mit Löffeln (Cajun spoons) und „Tit-fer“ (kleines Eisen), einem Triangel, als Rhythmusinstrumenten. Deutsche Einwanderer brachten um 1880 das deutsche Melodeon (Handharmonika, diatonisches Knopfakkordeon) mit, das heute Cajun Accordion heißt. Das wurde um 1920 nach Umstellung auf die zu den Fiddles besser passenden Tonarten C-Dur und D-Dur rasch in die Musik integriert, da es quasi unverwüstlich und ausreichend laut ist.
Die Cajuns spielen heute noch die Musik abends mit Freunden zu Hause auf der Veranda, und am Wochenende trifft sich die Bevölkerung in großen Hallen und Schuppen zum Tanz (au bal), dem Fais Do Do. Dessen Übersetzung bedeutet „schlaf ein“ und meint, dass früher der abendliche Ball den Erwachsenen vorbehalten blieb, während die Kinder nebenan schlafen gelegt wurden. Da diese Veranstaltungen schon immer geräuschvoll waren und es früher keine elektrische Verstärkung gab, mussten die Sänger in der Halle sehr laut singen. In den 1930er Jahren kam die Gitarre als Instrument hinzu, dann der Kontrabass, das Schlagzeug, später auch die Pedal-Steel-Gitarre der Country-Musik und gelegentlich das Banjo aus dem Bluegrass.
Der Swing, der Rock ’n’ Roll und die Country-Musik beeinträchtigten die Beliebtheit der Cajun-Musik und veränderten auch stark deren Stil. Bekannte Cajun-Komponisten und -Interpreten wie Iry LeJeune behielten den klassischen Stil jedoch bei, und Ende der 1960er Jahre setzte eine Renaissance ein. Die Cajun-Musik und die dazugehörigen Tänze bestehen hauptsächlich aus schnellen Two-Steps und Stomps sowie langsamen Walzern. Das Motto der Cajuns ist Laissez les bons temps rouler (sinngemäß: Genießt das Leben), und so handeln die Texte vom Alltag und seiner harten Arbeit, von traurigen Begebenheiten, aber auch lustigen Ereignissen, von Liebe, gutem Essen, dem Tanz am Samstagabend und Ähnlichem.
Die Cajun-Musik, das Cajun Country und die typische Cajun-Küche wurden 1952 durch den Country-Musik-Hit Jambalaya von Hank Williams weltbekannt gemacht. Stilistisch und geographisch verwandt ist die Zydeco-Musik.

## Interpreten
Zu den bekannten zeitgenössischen Cajun-Musikern zählen der Geiger Michael Doucet und seine Band Beausoleil oder Steve Riley and the Mamou Playboys aus Louisiana. In Deutschland spielen Bands wie Le Clou oder Cajun Roosters diese Art von Musik.
Rockmusiker wie der amerikanische Gitarrist Sonny Landreth spielen ebenfalls mit deutlichem Cajun-Einfluss; in der Country-Musik verwenden Künstler wie Mary Chapin Carpenter oder Jimmy C. Newman Elemente der Cajun-Musik.

## Cajun-Musik im Film
- Die letzten Amerikaner
- Schultze Gets the Blues
- The Big Easy – Der große Leichtsinn
- J'ai été au bal (I Went to the Dance), Dokumentarfilm 1989
- In the Electric Mist